# Upstart
Upstart, in informatica, è stato un demone che sostituisce init e svolge i compiti di quest'ultimo nelle distribuzioni GNU/Linux.
È stato scritto da Scott James Remnant, sviluppatore di Canonical Ltd, l'azienda che sostiene lo sviluppo di Ubuntu.

## Caratteristiche
Grazie all'avvio contemporaneo di più servizi, l'avvio di un sistema GNU/Linux è più veloce con Upstart piuttosto che con init. Esso, infatti, agisce simultaneamente su più servizi e processi, amministra gli eventi di avvio e spegnimento del sistema operativo, e controlla il funzionamento dei predetti componenti del Sistema Operativo onde evitare errori.
Questa soluzione software permette una transizione indolore dal classico init, essendo compatibile con gli script di quest'ultimo.

Dal momento che il demone init non è più presente in questi sistemi non esiste più nemmeno il file di configurazione /etc/inittab.

## Distribuzioni che lo utilizzano
Upstart è stato incluso in Ubuntu dalla versione 6.10 (ed è di default dalla 9.10), rimpiazzando init. È presente su Ubuntu Touch/UBPorts. È stato il sistema di init presente in Fedora 9 e in via sperimentale in Debian e Frugalware.

Gradualmente, le sue competenze comprenderanno anche quelle di cron, anacron, atd, e possibilmente inetd. 
Ubuntu ha abbandonato lo sviluppo di Upstart con il rilascio della versione 15.04 (Vivid Vervet) a favore della migrazione a systemd. 